# Anything Else But the Truth
Anything Else But the Truth é o álbum de estreia da banda The Honorary Title, lançado em 2004 pela gravadora Doghouse Records.

## Faixas
1. "Frame by Frame" - 4:25
2. "Bridge and Tunnel" - 3:54
3. "Everything I Once Had" - 3:49
4. "Cut Short" - 4:19
5. "Points Underneath" - 3:29
6. "Anything Else but the Truth" - 4:05
7. "Revealing Too Much" -	4:03
8. "Snow Day" - 4:20
9. "Disengage" - 4:03
10. "The Smoking Pose" - 2:34
11. "Petals" - 4:10
12. "Cats in Heat" - 4:31